# Talking to You
Talking to You/Tænder på dig – singiel duńskiego piosenkarza Jakoba Sveistrupa napisany przez Andreasa Mørcka i Jacoba Launbjerga i promujący debiutancką płytę artysty wydaną w 2005 roku sygnowaną jego imieniem i nazwiskiem.
W styczniu 2005 roku duńskojęzyczna wersja utworu („Tænder på dig”) została ogłoszona jedną z dziesięciu propozycji zakwalifikowanych do udziału w krajowych eliminacjach eurowizyjnych Dansk Melodi Grand Prix 2005, do których została dopuszczona spośród 263 zgłoszeń. 12 lutego numer został zaprezentowany przez Sveistrupa w finale selekcji i zdobył w nim największe poparcie telewidzów, dzięki czemu został wybrany na propozycję reprezentującą Danię w 50. Konkursie Piosenki Eurowizji organizowanym w Kijowie. 
W półfinale konkursu organizowanym 19 maja piosenka została zaśpiewana przez piosenkarza w języku angielskim (jako „Talking to You”) i z trzeciego miejsca awansowała do finału, w którym zajęła ostatecznie dziesiąte miejsce ze 125 punktami na koncie, w tym m.in. z maksymalną notą 12 punktów z Norwegii.

## Lista utworów
CD single
1. „Talking to You”
2. „Tænder på dig”
3. „Talking to You” (Singback)

## Personel
Poniższy spis został sporządzony na podstawie materiału źródłowego.
- Jacob Launbjerg, Søren Launbjerg – wokal wspierający
- Lars Agerskov – gitara basowa
- Hans Fagt – perkusja, instrumenty perkusyjne
- Andreas Mørck – inżynier dźwięku, instrumenty klawiszowe
- Christian Warburg, Søren Andersen – gitara
- Peter Mark – miksowanie
- Andreas Mørck, Jacob Launbjerg – autorzy tekstu, kompozytorzy